# .500 Jeffery
El .500 Jeffery es un cartucho de rifle de animales peligrosos  introducido alrededor de 1920 por August Schuler Company, una empresa alemana, bajo la designación Europea "12.7×70mm Schuler" o ".500 Schuler", y que fue comercialmente rebautizado .500 Jeffery, por la afamada armería británica W.J. Jeffery & Co,  para generar más interés entre los cazadores Ingleses después de la Primera Guerra Mundial.

## Historia
El .500 Jeffery fue introducido para generar una energía comparable al .505 Gibbs en un cajón de mecanismo Mauser acción 98, de longitud similar al usado con el 8x57mm y el 7x57mm, mientras que tanto el .505 Gibbs como el .416 Rigby requieren de un cajón de mecanismo de magnum largo. 
Cuándo fue introducido, el .500 Jeffery se valoró técnicamente como el cartucho más potente a pesar de que en realidad no igualaba la performance del .505 Gibbs, que con mayor capacidad de carga puede superar hoy en día al Jeffery. No que  importa la presa, ambos cartuchos ofrecen suficiente energía para abatir a los animales más grandes del mundo desde su introducción.

## Disponibilidad de munición
Al igual que el .505 Gibbs, el .500 Jeffery está experimentando un renacimiento casi 100 años después de su introducción.  Actualmente Norma, Kynoch, Mauser, Corbon, y Westley Richards comercializan munición cargada en .500 Jeffery.

## Rifles
Existen algunos cuantos rifles deportivos modernos que son recamarados en .500 Jeffery, incluyendo Jeffery, Heym, CZ-EE. UU., y algunos monotiros como el Ruger No. 1, el Butch Searcy & Co. Mauser Ofrece su Modelo 98 magnum en .500 Jeffery también. Su "modelo" de Elefante está ofrecido en 500 Jeffery exclusivamente. En 2011, Sako empezó ofrecerlo en su Modelo 85 Safari Rifle, que utiliza la nueva acción XL, y desde eL 2014 la acción XL también está disponible en su modelo 85 Brown Bear. Blaser también ofrece rifles recamarados en .500 Jeffery.

## Ballistics
Cuándo el 500 Jeffery fue introducido, estuvo cargado para generar una velocidad de 2,350 pies por segundo (720 m/s) con fuera con una bala de 535 granos que genera 6,560 lb.pie (8,890 J) de energía, haciéndolo adecuado para cazar animales duros.
Actualmente, con pólvoras modernas, el .500 Jeffery puede lanzar una bala de 600 granos a una velocidad de salida que varía entre 2,450 y 2,500 pies/segundo (750 a 760 m/s), generando 7,995  (10,840 ) a 8,100 libras (11,000 J). Con las nuevas cargas el .500 Jeffery se posicionó como el más poderoso cartucho de producción en el mundo hasta la introducción del .460 Weatherby Magnum, que puede lograr niveles de energía de aproximadamente 8,300 lbs.pie (11,300 J). También el .600 Nitro Expresa supera al 500 Jeffery con un cargas de 120 granos de cordita. Sin duda el 500 Jeffery sigue siendo respetado en todo el mundo.